# Rachel Morrison
Rachel Morrison (Los Angeles, 27 de abril de 1978) é uma diretora de fotografia estadunidense. Tornou-se conhecida por seus trabalhos em Cake, Fruitvale Station, Sound of My Voice e Mudbound.

## Filmografia
- Sound of My Voice (2011)
- Tim and Eric's Billion Dollar Movie (2012)
- Fruitvale Station (2013)
- Little Accidents (2014)
- Cake (2014)
- Dope (2015)
- Mudbound (2017)